# Gwanghwamun-Platz
Der Gwanghwamun-Platz (koreanisch 광화문광장 Gwanghwamungwangjang, Hanja 光化門廣場, englisch Gwanghwamun Square; Gwanghwamun Plaza) ist ein 2009 eröffneter Platz im Zentrum der südkoreanischen Hauptstadt Seoul.
Er befindet sich vor dem Palast Gyeongbokgung, der von 1395 bis 1592 und von 1868 bis 1910 Sitz der koreanischen Herrscher war und an dessen Stelle in der Kolonialzeit die Residenz des japanischen Generalgouverneurs stand. Gwanghwamun ist der Name des Palasttores.
Auf dem Platz befinden sich Statuen von Sejong und Yi Sun-sin.
Der Platz gilt als das Zentrum Seouls, häufig finden dort politische Demonstrationen statt. Ende 2016 demonstrierten hier jeden Samstag Hunderttausende für die Amtsenthebung der Präsidentin.
Die Straße Sejong-ro (auch Sejong-daero) hat ihren Ausgang am Gwanghwamun-Platz. Der renaturierte Teil des Flusses Cheonggyecheon beginnt am südlich an den Gwanghwamun-Platz angrenzenden Cheonggye-Platz.
Von Ende 2020 bis August 2022 war der Platz aufgrund Renovierungsarbeiten gesperrt. Dabei wurde der Platz umgebaut und auch die Straßenführung verändert. Am 6. August 2022 wurde der Platz wieder eröffnet.

## Galerie

Gwanghwamun-Platz – 광화문광장
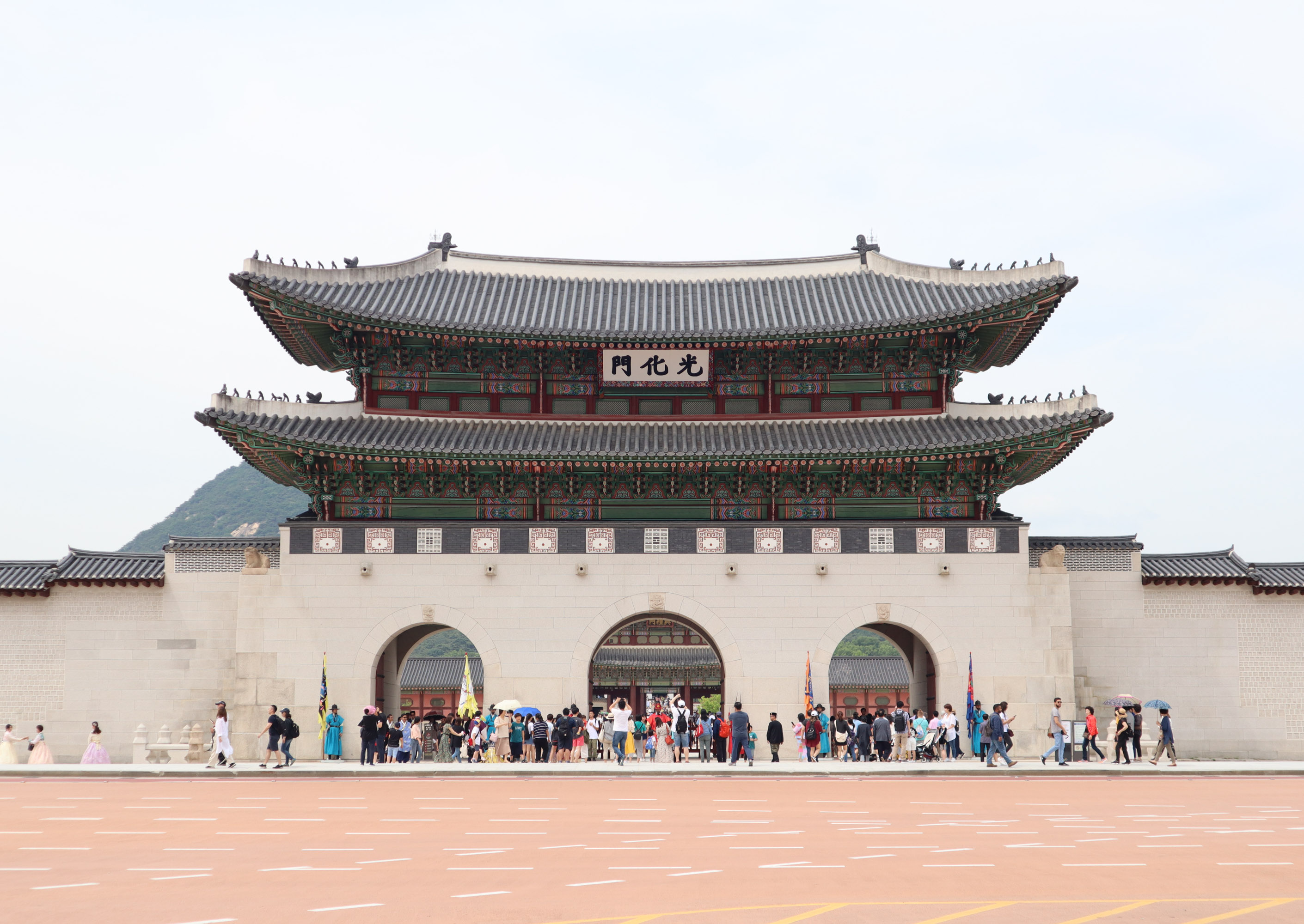
Das namensgebende Palasttor Gwanghwamun
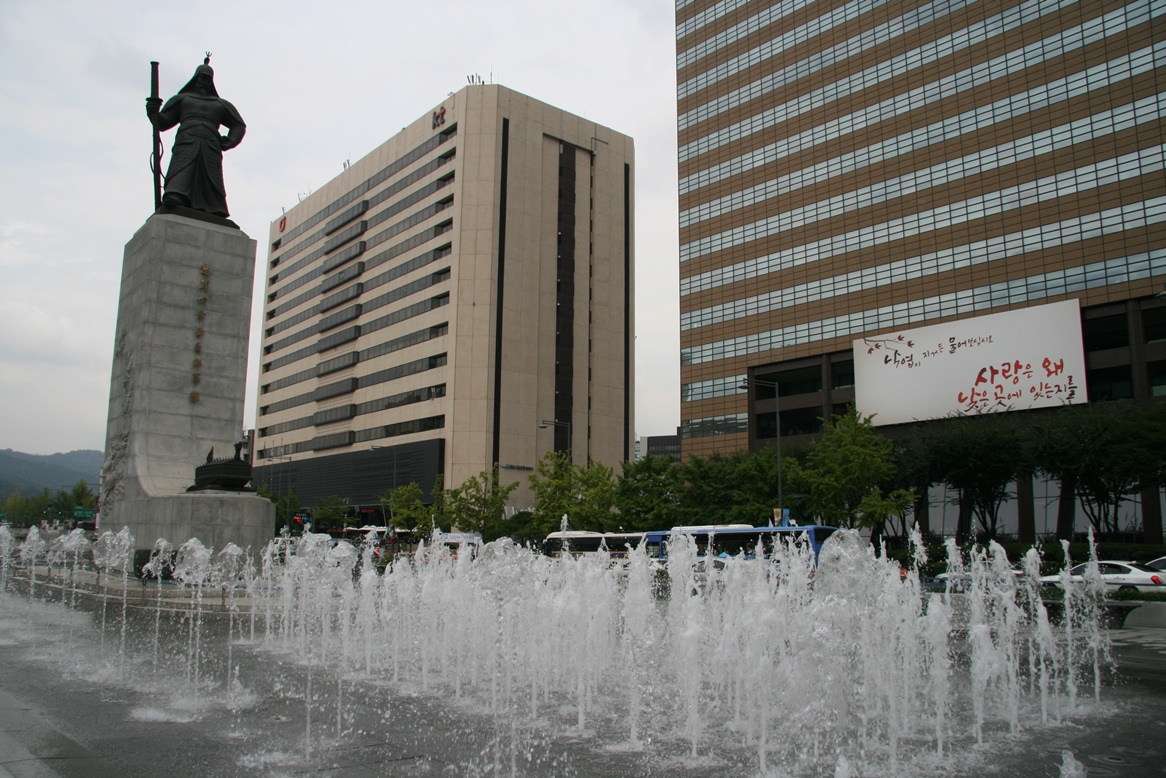
Statue von Admiral Sunsin Yi
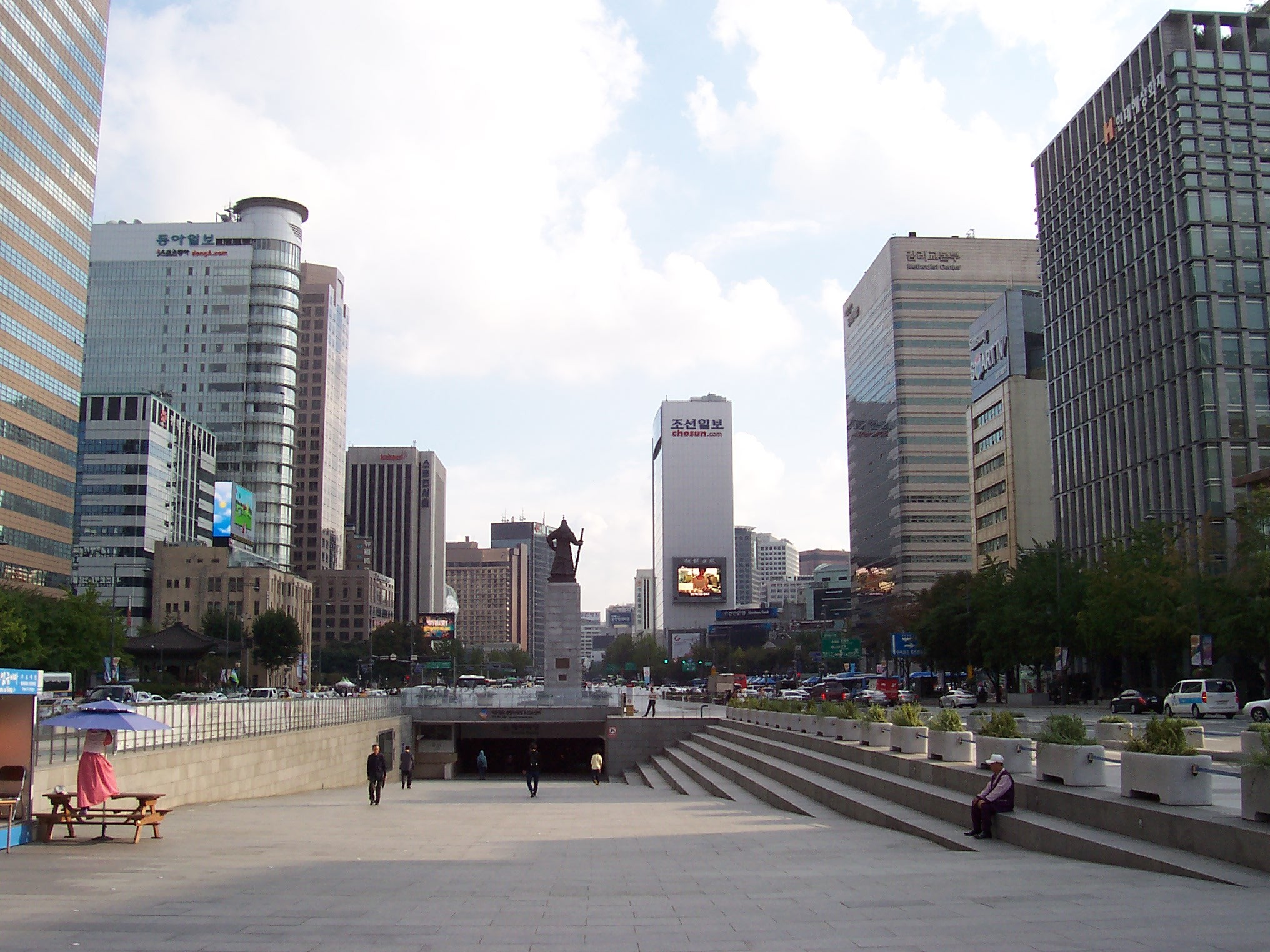
Rückseite des Gwanghwamun-Platzes
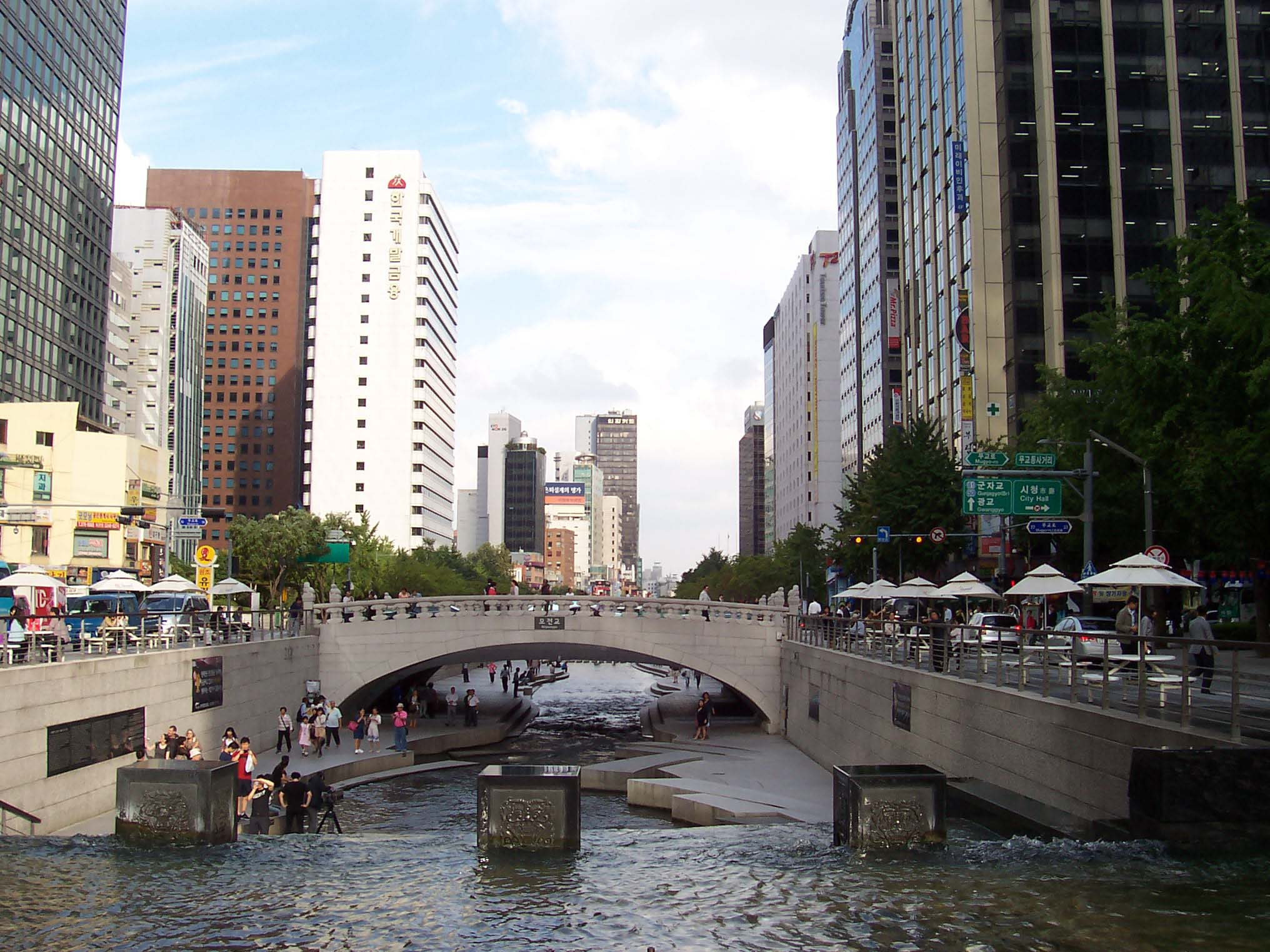
Cheonggyecheon vom Cheonggye-Platz aus aufgenommen
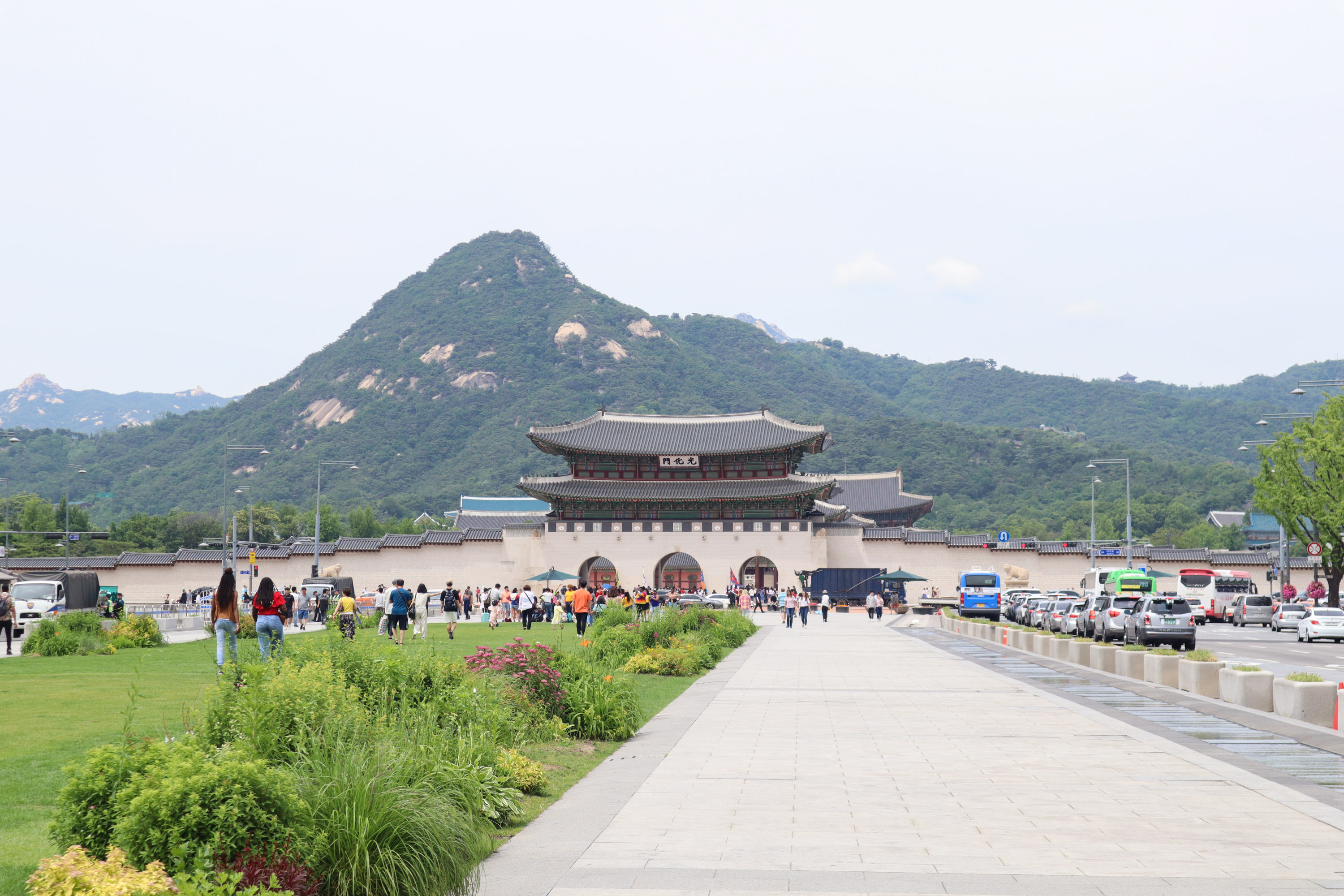
Hauptstraße und Tor in 2019
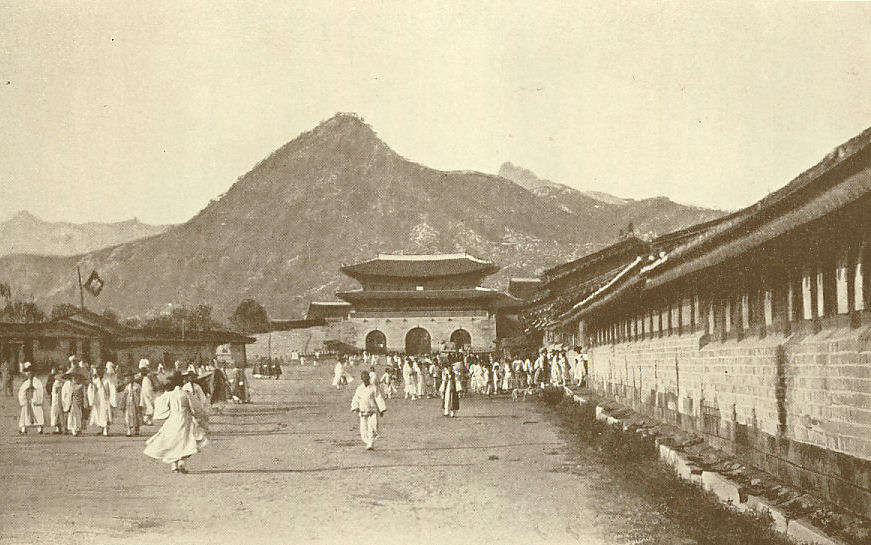
Hauptstraße und Tor im 19. Jh.
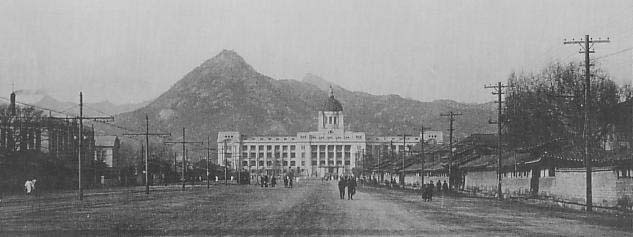
Sitz des japanischen Gouverneurs zur Kolonialzeit (vor 1945)